# Tuditanus
Tuditanus is een geslacht van uitgestorven tuditanide microsauriërs uit het Carboon, ongeveer 306 miljoen jaar geleden. Het was klein van formaat en bereikte een lengte van ongeveer vierentwintig centimeter.

## Beschrijving
Dit dier was ongeveer vijftien centimeter lang en het uiterlijk deed vaag denken aan een grote hagedis. Het lichaam was korter dan dat van andere vergelijkbare dieren (zoals Hyloplesion) en de pre-sacrale wervels telden achtentwintig. De benen hadden een robuuste reptielenstructuur en de vijf vingers van elke ledemaat waren langwerpig en uitgerust met lange vingerkootjes. De vingertoppen hadden een ongebruikelijk kenmerk: ze waren schopvormig, met het eindgedeelte zijdelings uitgezet en buikvormig. Het darmbeen behield nog steeds het vertakte dorsale uitsteeksel, typerend voor de directe voorouders van Tuditanus.

## Classificatie
Tuditanus maakt deel uit van de Microsauria, een groep kleine lepospondyle amfibieën, typisch voor het Carboon en meestal met korte benen. Tuditanus wordt beschouwd als een afgeleide microsauriër en geeft zijn naam aan de onderorde van de Tuditanomorpha. Tuditanus, in 1871 beschreven door Edward Drinker Cope, is vooral bekend dankzij twee goed bewaarde skeletten uit Linton (Ohio). De stevige benen met langwerpige vingers hebben ertoe geleid dat veel geleerden het als dicht bij de oorsprong van de reptielen beschouwen. In feite wordt tegenwoordig gedacht dat de vergelijkbare lichaamsvorm een evolutionair convergentie-fenomeen is. Een naaste verwant van Tuditanus is Asaphestera, bekend dankzij fossielen uit het Joggins-veld in Nova Scotia. De typesoort (en de bekendste) van Tuditanus is T. punctulatus.

## Paleoecologie
De uiterst zeldzame fossielen van Tuditanus, samen met de robuuste morfologie van de ledematen, hebben paleontologen ertoe gebracht een landbewonende levensstijl van dit dier te veronderstellen. Tuditanus jaagde vermoedelijk op kleine insecten en geleedpotigen in de Carboon-bossen.

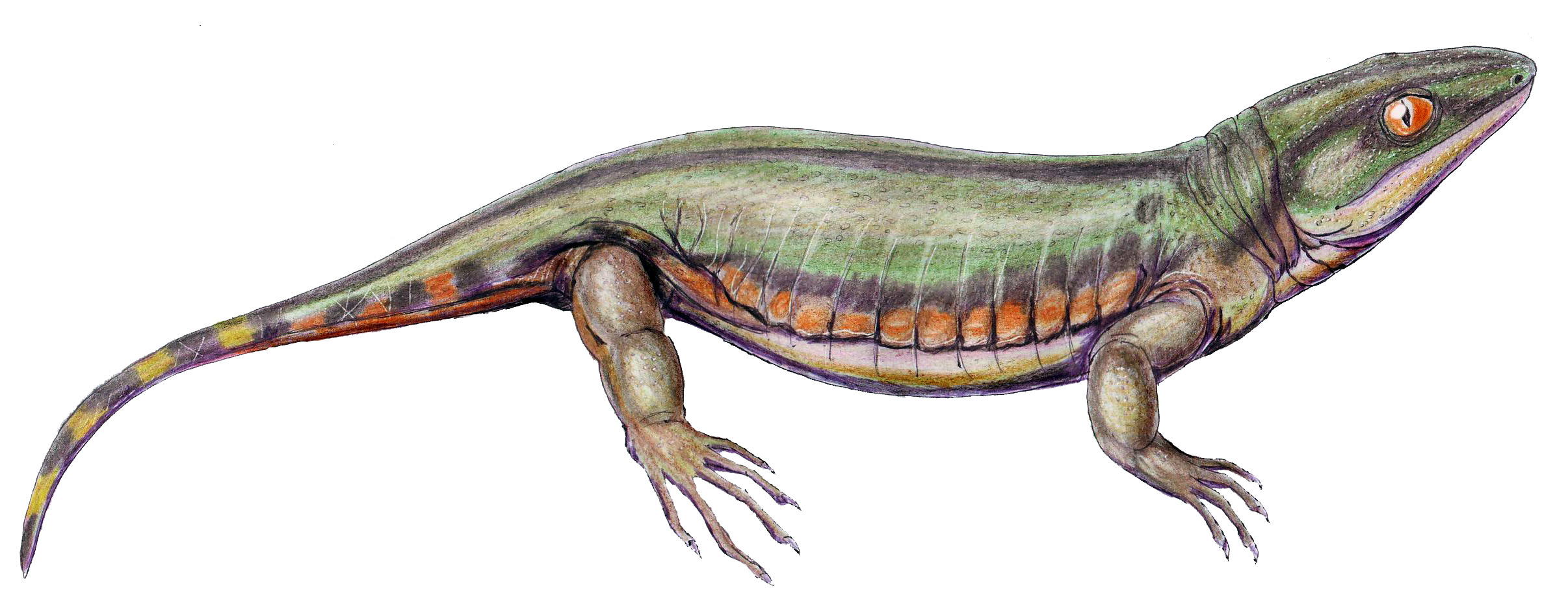
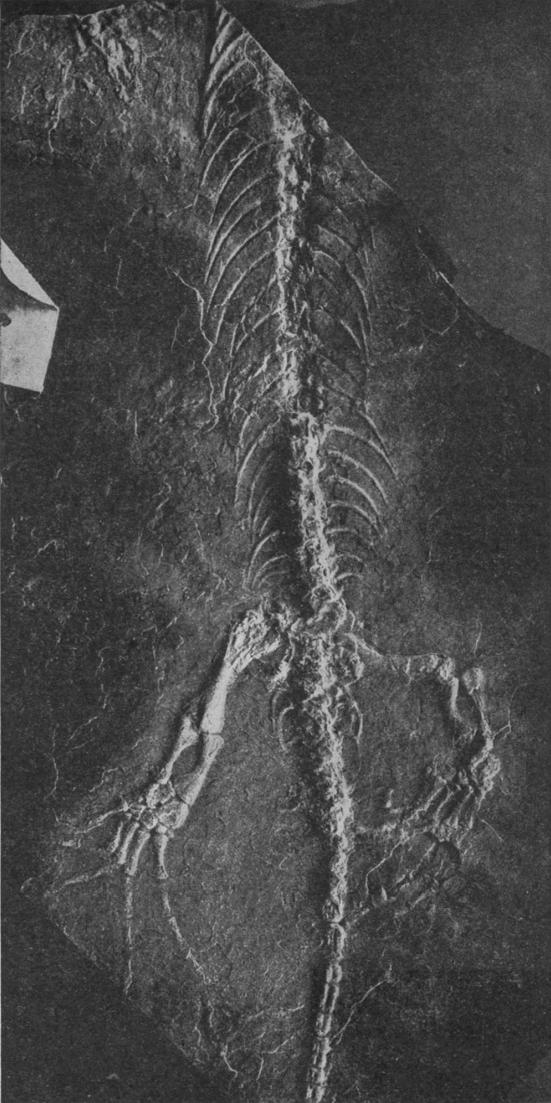